# 文家河水库
文家河水库是中国湖北省荆州市松滋市境内的一座水库，位于洛河支流文家河上，建于1975年。水库正常库容为1277万立方米，集雨面积为18平方千米，海拔为190米。